# Parisades V
Parisades V foi um rei do Reino do Bósforo, o último descendente de Espártoco I.
Durante a guerra entre o Reino do Ponto, cujo rei era Mitrídates VI, e os citas, cujo rei era Pálaco, Diofanto, filho de Asclapiodoro, de Sinope, general de Mitrídates, foi para o Reino do Bósforo. Lá, os escravos citas, liderados por Saumaco, se revoltaram, e mataram o rei Parisades, que havia criado Diofanto ou Mitrídates  e Diofanto teve que fugir de barco.
Diofanto retornou no começo da primavera, capturou Saumaco e enviou-o como prisioneiro para Mitrídates.